# Mancomunidad de Municipios de Montaña No Costeros de Canarias

Distribución geográfica de la Mancomunidad de Municipios de Montaña No Costeros de Canarias

La Mancomunidad de Municipios de Montaña No Costeros de Canarias es una agrupación voluntaria de municipios (mancomunidad) para la gestión en común de determinados servicios de competencia municipal, creada entre varios municipios de las islas de La Palma, Tenerife y Gran Canaria en la comunidad autónoma de Canarias, España.

## Fundación
La Mancomunidad de Municipios de Montaña No Costeros de Canarias se constituyó en el año 2001 con la finalidad de definir, promover, desarrollar y lograr que se aplique una política que tenga en cuenta la problemática global de la montaña y zonas no costeras de Canarias a nivel jurídico, económico, social y cultural; así como promover el respeto y protección del medio ambiente y del acervo histórico-cultural de los municipios mancomunados. 
La constitución de la mancomunidad y la aprobación de sus estatutos, sometidos a un periodo de exposición pública, fue acordada por los plenos de los ayuntamientos integrantes de la misma en los primeros meses de año 2001.

## Municipios integrantes
La mancomunidad la integran todos los municipios canarios que tienen en común no tener salida al mar y estar ubicados en zonas montañosas de las islas, los cuales abarcan una extensión de 509,95 kilómetros cuadrados que son los que ocupan los municipios fundadores y miembros de pleno derecho.
| La Palma         | Tenerife                    | Gran Canaria                                                      |
| Isla de La Palma | Isla de Tenerife            | Isla de Gran Canaria                                              |
| El Paso          | El Tanque Tegueste Vilaflor | Firgas Santa Brígida Tejeda Teror Valsequillo Valleseco San Mateo |

La sede administrativa de la mancomunidad se encuentra situada en Gran Canaria, en el municipio de Vega de San Mateo.

## Objetivos y actividades
Los servicios y actividades de la mancomunidad atienden a una población de 83.548 habitantes y concretan los objetivos que desarrollan sus fines fundacionales.
Entre las actividades de la Mancomunidad de Municipios de Montaña No Costeros de Canarias se encuentra la elaboración y ejecución de proyectos que promuevan y desarrollen una política que tenga en cuenta la problemática global de la montaña y zonas no costeras de Canarias a nivel jurídico, económico, social y cultural.

## Proyectos de la mancomunidad
Como parte de su plan de acción, la mancomunidad está llevando a cabo los siguientes proyectos: 
- Bolsa de empleo Activa en línea de intermediación laboral
- Desarrollo de la plataforma de Administración Electrónica municipal
- Aula de formación virtual